# Roman Wojnarowski
Roman Wasylowycz Wojnarowski, ukr. Роман Васильович Войнаровський (ur. 5 stycznia 1980, Rosyjska FSRR) – ukraiński piłkarz grający na pozycji pomocnika.

## Kariera piłkarska

### Kariera klubowa
Piłkarzem został przypadkowo. W Armiańsku, dokąd przeniosła się rodzina Wojnarowskich z BAM-u grał w podwórkowych rozgrywkach, gdzie go zauważyli selekcjonerzy Internatu Sportowego w Symferopolu. Karierę piłkarską rozpoczął 30 marca 1997 w drugoligowym klubie Dynamo Saki, po czym został zaproszony do Tawrii Symferopol, w podstawowej jedenastce którego 23 sierpnia 1997 rozegrał pierwszy mecz w Wyższej lidze. W Tawrii występował do 2003, w międzyczasie grał na wypożyczeniu w zespołach Tytan Armiańsk oraz Dynamo Symferopol. Na początku 2004 został piłkarzem Spartaka Iwano-Frankowsk, ale już latem powrócił do krymskiego Dynamo-IhroSerwis Symferopol. Latem 2005 przeniósł się do Krymtepłyci Mołodiżne, skąd w 2006 został wypożyczony do Stali Ałczewsk.
31 sierpnia 2008 w meczu Krymtepłycia Mołodiżne — Feniks-Illiczoweć Kalinine ze środka pola strzelił do bramki przeciwnika po pierwszym gwizdku sędziego, a po trzech z połową sekundach piłka okazała się za bramkarzem przeciwnika Witalija Kapinusa.
Latem 2009 przeszedł do Desna Czernihów, a zimą 2010 powrócił na Krym, gdzie podpisał roczny kontrakt z PFK Sewastopol. Podczas przerwy zimowej sezonu 2011/12 opuścił sewastopolski klub.

### Kariera reprezentacyjna
Występował w studenckiej reprezentacji Ukrainy.

## Sukcesy i odznaczenia

### Sukcesy reprezentacyjne
- mistrz Uniwersjady: 2007, 2009

### Sukcesy indywidualne
- autor najszybciej strzelonej bramki w Mistrzostwach Ukrainy: 3,5 s

### Odznaczenia
- tytuł Mistrza Sportu Klasy Międzynarodowej: 2007